# Московские воинские формирования, воевавшие на фронтах Гражданской войны (1917—1920)

В данный список включены формирования (соединения, воинские части и подразделения), сформированные в большинстве своем из рабочих и революционных солдат Москвы и Подмосковья.
| №   | Войсковые соединения, части и подразделения с последующим переименованием | Время начала формирования | Время отправки на фронт | Фронты (боевые районы)                                            |
| --- | --- | ------------------------- | ----------------------- | ----------------------------------------------------------------- |
|     | 1. Пехотные (стрелковые) дивизии |                           |                         |                                                                   |
| 1   | 1-я Московская (она же Западная) пехотная дивизия (впоследствии 52-я стрелковая дивизия) | Август 1918               | Ноябрь 1918             | Западный, Южный, Кавказский                                       |
| 2   | 1-я Московская рабочая стрелковая дивизия. В дивизию вошли: 31, 33, 35, 37 и 43-й Московские рабочие полки и другие части                                                                                                   | Октябрь 1918              | Декабрь 1918            | Южный                                                             |
| 3   | 2-я Московская рабочая дивизия (впоследствии Особая интернациональная дивизия, 2-я стрелковая дивизия армии Советской Латвии). В дивизию вошли: 39, 41, 45, 47 и 60-й рабочие полки и другие части                          | Ноябрь 1918               | Декабрь 1918            | Западный                                                          |
| 4   | Латышская стрелковая дивизия | Июнь 1918                 | Декабрь 1918            | Западный, Южный, Юго-Западный, Южный (против Врангеля)            |
| 5   | 5-я Московская пехотная дивизия (впоследствии 8-я стрелковая дивизия) | Август 1918               | Январь 1919             | Западный                                                          |
| 6   | 5-я Московская рабочая дивизия (впоследствии 3-я интернациональная дивизия) | Сентябрь 1918             | Февраль 1919            | Южный                                                             |
|     | 2. Отдельные пехотные бригады |                           |                         |                                                                   |
| 7   | Московская особая сводная советская бригада (впоследствии 2-я Московская стрелковая бригада 14-й стрелковой дивизии). В бригаду вошли: 4-й и 6-й Московские советские пехотные полки и позднее 21-й Московский сводный полк | Август 1918               | Август 1918             | Южный, Кавказский                                                 |
| 8   | Отдельная сводная бригада курсантов | Июль 1920                 | Июль 1920               | Юго-Западный                                                      |
| 9   | 2-я Московская стрелковая бригада курсантов | Сентябрь 1920             | Сентябрь 1920           | Кавказский                                                        |
| 10  | 2-я стрелковая бригада 55-й (она же 54-й) стрелковой дивизии | Август 1919               | Октябрь 1919            | Восточный                                                         |
| 11  | 1-я стрелковая бригада Московской стрелковой дивизии (маршевые роты) | Сентябрь 1919             | Ноябрь 1919             | Южный                                                             |
| 12  | 2-я стрелковая бригада Московской стрелковой дивизии (впоследствии Отдельная Московская бригада войск ВОХР) | Октябрь 1919              | Январь 1920             | Юго-Западный                                                      |
| 13  | 3-я стрелковая бригада Московской стрелковой дивизии (впоследствии Отдельная бригада московских курсантов 7-й армии) | Октябрь 1919              | Октябрь 1919            | Западный (Петроградский район)                                    |
|     | 3. Отдельные пехотные полки |                           |                         |                                                                   |
| 14  | 1-й Московский пехотный полк 1-й (она же 5-я) Московской пехотной дивизии (впоследствии 105-й Московский стрелковый полк 12-й стрелковой дивизии)                                                                           | Апрель 1918               | Октябрь 1918            | Южный, Юго-Восточный, Кавказский, Западный                        |
| 15  | 1-й Московский пехотный полк (впоследствии 155-й (157-й) стрелковый полк 18-й стрелковой дивизии) | Сентябрь 1918             | Октябрь 1918            | Северный                                                          |
| 16  | 1-и Московский губернский революционный пехотный полк 16-й стрелковой дивизии | Август 1918               | Сентябрь 1918           | Южный, Юго-Восточный                                              |
| 17  | 1-й Московский стрелковый полк курсантов Отдельной Московской сводной бригады курсантов | Декабрь 1921              | Декабрь 1921            | Карельский боевой район                                           |
| 18  | 2-й Звенигородский советский революционный пехотный полк | Май 1918                  | Июнь 1918               | Восточный                                                         |
| 19  | Отряд 2-го Московского революционного пехотного полка (впоследствии слит с 1-м батальоном 1-го Московского пехотного полка в один 1-й (242-й) Волжский стрелковый полк 27-й стрелковой дивизии)                             | Апрель 1918               | Июнь 1918               | Восточный                                                         |
| 20  | 21-й Московский сводный пехотный полк (впоследствии 123-й стрелковый полк 14-й стрелковой дивизии) | Август 1918               | Сентябрь 1918           | Южный, Кавказский                                                 |
| 21  | 34-й рабоче-резервный полк 5-й Московской рабоче-резервной дивизии (впоследствии 6-й стрелковый полк 3-й интернациональной дивизии и 37-й Украинский стрелковый полк 4-й Украинской стрелковой дивизии)                     | Август 1918               | Февраль 1919            | Южный, Западный, Юго-Западный                                     |
| 22  | 38-й Рогожско-Симоновский советский пехотный полк 1-й коммунистической пехотной дивизии (впоследствии 331-й стрелковый полк 37-й стрелковой дивизии)                                                                        | Апрель 1918               | Октябрь 1918            | Южный, Юго-Восточный, Кавказский                                  |
| 23  | 43-й добровольческий советский полк (впоследствии 102-й стрелковый полк 12-й стрелковой дивизии) | Август 1918               | Ноябрь 1918             | Южный                                                             |
| 24  | 45-й рабоче-резервный полк 7-й рабоче-резервной дивизии (впоследствии 35-й стрелковый полк 4-й стрелковой дивизии) | Июль 1918                 | Май 1919                | Западный                                                          |
| 25  | 118-й рабоче-резервный полк Бутырского райвоенкомата (впоследствии 1-й Московский рабочий полк Всевобуча и 316-й стрелковый полк 36-й стрелковой дивизии)                                                                   | Ноябрь 1918               | Апрель 1919             | Южный, Юго-Восточный                                              |
| 26  | Московский советский образцовый полк (отряд) особого назначения (впоследствии 110-й стрелковый полк 13-й стрелковой дивизии)                                                                                                | Июль 1918                 | Сентябрь 1918           | Южный                                                             |
| 27  | 379-й стрелковый полк 42-й стрелковой дивизии (впоследствии 606-й стрелковый полк Крепостной бригады Курского укрепрайона)                                                                                                  | Июль 1919                 | Июль 1919               | Южный                                                             |
| 28  | Московский особый железнодорожный боевой полк (впоследствии 12-й стрелковый полк 2-й стрелковой дивизии) | Ноябрь 1918               | Декабрь 1918            | Южный, Западный (Петроградский район)                             |
|     | 4. Отдельные пехотные батальоны |                           |                         |                                                                   |
| 29  | Два батальона 1-го Московского запасного продовольственного полка (впоследствии 1-й Павлоградский революционный коммунистический полк)                                                                                      | Август 1918               | Август 1918             | Южный                                                             |
| 30  | 1-й батальон 1-го Московского пехотного полка 5-й армии (впоследствии слит с отрядом 2-го Московского революционного пехотного полка в 1-й (242-й) Волжский стрелковый полк 27-й стрелковой дивизии)                        | Август 1918               | Август 1918             | Восточный, Западный                                               |
| 31  | 1-й Московский особый советский маневренный батальон бывших унтер-офицеров (впоследствии 141-й стрелковый полк 16-й стрелковой дивизии)                                                                                     | Сентябрь 1918             | Сентябрь 1918           | Южный                                                             |
| 32  | 2-й Московский особый маневренный батальон бывших унтер-офицеров | Сентябрь 1918             | Октябрь 1918            | Южный                                                             |
| 33  | 3-й Сокольнический пехотный батальон РККА (впоследствии 2-й батальон Московско-Саратовского пехотного полка Уральской пехотной дивизии)                                                                                     | Апрель 1918               | Май 1918                | Восточный                                                         |
| 34  | 43-й отдельный стрелковый батальон войск ВОХР | Август 1919               | Сентябрь 1920           | Юго- Западный                                                     |
| 35  | 120-й отдельный стрелковый батальон войск ВОХР (впоследствии 276-й стрелковый полк войск ВНУС) | Ноябрь 1919               | Июнь 1920               | Туркестан                                                         |
| 36  | Московский губернский революционный батальон | Октябрь 1919              | Октябрь 1919            | Западный (Петроградский район)                                    |
| 37  | Неотдельный батальон запасных войск московского гарнизона | Октябрь 1919              | Октябрь 1919            | Западный (Петроградский район)                                    |
| 38  | Серпуховской караульный батальон | Май 1919                  | Октябрь 1919            | Южный                                                             |
|     | 5. Отдельные пехотные отряды |                           |                         |                                                                   |
| 39  | 1-й Московский революционный отряд Красной гвардии | Декабрь 1917              | Декабрь 1917            | Украинский, против Каледина                                       |
| 40  | 2-й Московский революционный отряд Красной гвардии | Декабрь 1917              | Декабрь 1917            | Против Каледина                                                   |
| 41  | 3-й Московский революционный отряд Красной гвардии | Январь 1918               | Январь 1918             | Украинский, против Каледина                                       |
| 42  | 5-й Московский революционный отряд Красной гвардии | Февраль 1918              | Март 1918               | Западный                                                          |
| 43  | 1-й Московский добровольческий революционный отряд по борьбе с контрреволюцией | Февраль 1918              | Март 1918               | Западный                                                          |
| 44  | Лефортовский революционный отряд Красной гвардии (впоследствии Козловский отряд Красной Армии) | Февраль 1918              | Февраль 1918            | Западный, Восточный                                               |
| 45  | Замоскворецкий отряд Красной гвардии | Март 1918                 | Март 1918               | Западный                                                          |
| 46  | Московский сводный революционный отряд солдат 55-го и 56-го запасных пехотных полков МВО | Февраль 1918              | Февраль 1918            | Западный                                                          |
| 47  | 1-й Московский интернациональный коммунистический отряд | Июнь 1918                 | Июнь 1918               | Восточный                                                         |
| 48  | 2-й Московский интернациональный коммунистический отряд (бывшая Интернациональная группа 6-го Московского пехотного полка)                                                                                                  | Июнь 1918                 | Август 1918             | Восточный                                                         |
| 49  | 3-й Московский интернациональный коммунистический отряд | Сентябрь 1918             | Сентябрь 1918           | Восточный                                                         |
| 50  | 2-й Московский партизанский отряд 5-й армии | Апрель 1918               | Август 1918             | Восточный                                                         |
| 51  | Московский морской отряд (он же Морской отряд охраны НКМД) | Март 1918                 | Август 1918             | Северный Восточный, Западный                                      |
| 52  | Особый партизанский отряд ВЦИК | Август 1918               | Август 1918             | (Петроградский район), Южный                                      |
| 53  | Отряд московских коммунистов (300 человек) | Март 1921                 | Март 1921               | Кронштадт                                                         |
| 54  | Отряд московских курсантов Отдельной сводной бригады курсантов Петроградского военного округа и 7-й армии | Март 1921                 | Март 1921               | Кронштадт                                                         |
|     | Кавалерийские дивизии |                           |                         |                                                                   |
| 55  | 1-я Московская кавалерийская дивизия | Август 1918               | Май 1919                | Восточный, Туркестанский, Юго-Восточный, Кавказский               |
|     | Кавалерийские полки |                           |                         |                                                                   |
| 56  | 1-й Московский революционный кавалерийский полк | Июнь 1918                 | Январь 1919             | Южный                                                             |
| 57  | 1-й Латышский кавалерийский полк | Апрель 1918               | Август 1918             | Восточный, Западный, Южный, Юго-Западный, Южный (против Врангеля) |
| 58  | 21-й конный полк Московской стрелковой дивизии | Октябрь 1919              | Октябрь 1919            | Западный (Петроградский район)                                    |
| 59  | Московский коммунистический кавалерийский полк (впоследствии 6-й Московский коммунистический кавалерийский полк Донской стрелковой дивизии)                                                                                 | Октябрь 1919              | Январь 1920             | Южный                                                             |
| 60  | Московский маршевый эскадрон | Сентябрь 1920             | Сентябрь 1920           | Южный                                                             |
|     | Отдельные кавалерийские эскадроны |                           |                         |                                                                   |
| 61  | Отдельный эскадрон 1-го Замоскворецкого кавалерийского полка | Февраль 1919              | Февраль 1919            | Восточный                                                         |
| 62  | 1-й особый эскадрон 1-го Московского красномилиционного полка | Май 1920                  | Июнь 1920               | Западный                                                          |
| 63  | 2-й эскадрон 1-го Московского красномилиционного полка | Июнь 1920                 | Июль 1920               | Западный                                                          |
| 64  | 3-й эскадрон 1-го Московского красномилиционного полка | Июль 1920                 | Сентябрь 1920           | Западный                                                          |
|     | Артиллерийские дивизионы |                           |                         |                                                                   |
| 65  | 1-й легкий артиллерийский дивизион 2-й Московской пехотной дивизии (впоследствии 2-й легкий артиллерийский дивизион 48-й стрелковой дивизии)                                                                                | Май 1918                  | Август 1918             | Западный                                                          |
| 66  | 1-й дивизион советской артиллерии особого назначения | Июль 1918                 | Август 1918             | Восточный                                                         |
| 67  | 1-й Московский легкий артиллерийский дивизион в память Октябрьской революции | Октябрь 1918              | Ноябрь 1918             | Южный, Юго-Восточный, Кавказский                                  |
| 68  | 1-й Московский гаубичный артиллерийский дивизион (впоследствии 14-й гаубичный артиллерийский дивизион 14-й стрелковой дивизии)                                                                                              | Август 1918               | Сентябрь 1918           | Южный, Кавказский                                                 |
| 69  | 2-й легкий дивизион Советской артиллерии особого назначения | Июль 1918                 | Август 1918             | Северный                                                          |
| 70  | 2-й отдельный полевой тяжелый артиллерийский дивизион батарей литер «С» ТАОН | Октябрь 1918              | Март 1921               | Кронштадт                                                         |
| 71  | 2-й тяжелый артиллерийский дивизион 2-й стрелковой дивизии | Январь 1920               | Июнь 1920               | Западный                                                          |
| 72  | 3-й отдельный полевой тяжелый артиллерийский дивизион батарей литер «С» ТАОН | Февраль 1919              | Июль 1919               | Южный                                                             |
| 73  | 3-й отдельный полевой тяжелый артиллерийский дивизион батарей литер «Е» ТАОН | Февраль 1919              | Июль 1919               | Южный                                                             |
| 74  | 11-й конно-артиллерийский дивизион 11-й кавалерийской дивизии 1-й Конной Армии | Июль 1919                 | Сентябрь 1919           | Южный, Кавказский, Юго-Западный, Южный (против Врангеля)          |
| 75  | 11-й полевой тяжелый артиллерийский дивизион 2-й стрелковой дивизии | Май 1920                  | Август 1920             | Западный                                                          |
|     | Отдельные артиллерийские батареи |                           |                         |                                                                   |
| 76  | 1-я Московская отдельная легкая артиллерийская батарея 27-й стрелковой дивизии | Июль 1918                 | Август 1918             | Восточный, Западный                                               |
| 77  | 1-я Московская революционная батарея отряда Сиверса (впоследствии 1-я революционная батарея Отдельной бригады Сиверса) | Декабрь 1917              | Декабрь 1917            | Против Каледина, Южный                                            |
| 78  | 1-я отдельная тяжелая артиллерийская батарея 1-го дивизиона советской артиллерии | Июль 1918                 | Август 1918             | Восточный                                                         |
| 79  | 1-я Серпуховская легкая артиллерийская батарея (впоследствии 1-я Московская губернская революционная полевая артиллерийская батарея)                                                                                        | Июль 1918                 | Сентябрь 1918           | Южный                                                             |
| 80  | 1-я 42-миллиметровая тяжелая артиллерийская батарея 50-го тяжелого артиллерийского дивизиона (впоследствии Московская отдельная батарея 6-й стрелковой дивизии)                                                             | Апрель 1919               | Май 1919                | Западный (Петроградский район)                                    |
| 81  | 1-я революционная батарея московского гарнизона | Февраль 1918              | Март 1918               | Западный                                                          |
| 82  | 1-я Московская отдельная артиллерийская батарея 1-й Московской запасной артиллерийской бригады (впоследствии Отдельная Московская батарея 19-й стрелковой дивизии)                                                          | Май 1919                  | Май 1919                | Западный (Петроградский район)                                    |
| 83  | 1-я и 2-я батареи 1-й Московской запасной артиллерийской бригады (впоследствии Особый Донецкий артиллерийский дивизион Донецкой стрелковой дивизии)                                                                         | Апрель 1919               | Май 1919                | Южный                                                             |
| 84  | 1-я легкая батарея 22-го легкого артиллерийского дивизиона | Сентябрь 1918             | Март 1919               | Западный                                                          |
| 85  | 1-я противосамолетная батарея (впоследствии противосамолетный дивизион Западного фронта и 6-й легкий артиллерийский дивизион 4-й стрелковой дивизии)                                                                        | Август 1918               | Декабрь 1918            | Западный                                                          |
| 86  | 2-я сводная батарея легкой артиллерии | Май 1918                  | Май 1918                | Восточный                                                         |
| 87  | 6-я отдельная Московская легкая артиллерийская батарея 1-й Московской запасной артиллерийской бригады (впоследствии 6-я Московская отдельная легкая батарея Балтийской стрелковой дивизии)                                  | Май 1919                  | Май 1919                | Западный (Петроградский район)                                    |
| 88  | 7-я легкая батарея 1-й Московской запасной артиллерийской бригады (впоследствии 7-я Украинская легкая артиллерийская батарея 2-й стрелковой дивизии Советской Латвии)                                                       | Январь 1919               | Март 1919               | Западный                                                          |
| 89  | 22-я гаубичная артиллерийская батарея | Февраль 1919              | Март 1919               | Южный                                                             |
| 90  | 21-я тяжелая батарея Особой интернациональной дивизии (впоследствии тяжелая батарея 35-й стрелковой дивизии) | Апрель 1919               | Июнь 1919               | Восточный                                                         |
| 91  | Полевая гаубичная батарея Отдельного тяжелого артиллерийского дивизиона Московской стрелковой дивизии | Октябрь 1919              | Октябрь 1919            | Западный (Петроградский район)                                    |
| 92  | Московский тяжелый артиллерийский отряд Сокольнического района | Апрель 1918               | Июнь 1918               | Восточный                                                         |
|     | Автоброневые части и бронепоезда |                           |                         |                                                                   |
| 93  | 1-й Латышский броневой отряд (впоследствии 55-й автоброневой отряд) | Сентябрь 1918             | Январь 1919             | Западный, Южный, Кавказский                                       |
| 94  | 16-й автоброневой отряд имени Володарского | Июнь 1918                 | Июнь 1918               | Южный, Восточный                                                  |
| 95  | 43-й автоброневой отряд | Октябрь 1919              | Март 1920               | Южный (против Врангеля)                                           |
| 96  | Бронепоезд № 2 | Июнь 1918                 | Июль 1918               | Восточный                                                         |
| 97  | Бронепоезд № 4 | Июнь 1918                 | Июнь 1918               | Восточный                                                         |
| 98  | Бронепоезд № 17 | Июнь 1918                 | Апрель 1919             | Восточный, Туркестанский                                          |
| 99  | Автомоторота 15-й Инзенской стрелковой дивизии | Ноябрь 1919               | Июль 1920               | Западный                                                          |
|     | Отдельные инженерные части |                           |                         |                                                                   |
| 100 | Инженерный батальон 2-й стрелковой дивизии МВО | Ноябрь 1918               | Апрель 1919             | Восточный, Западный                                               |
| 101 | 2-я саперная рота инженерного батальона 12-й стрелковой дивизии | Ноябрь 1918               | Ноябрь 1918             | Южный                                                             |
| 102 | 2-я отдельная военно-маскировочная рота | Август 1919               | Август 1919             | Восточный                                                         |
| 103 | 4-я отдельная военно-маскировочная рота | Сентябрь 1919             | Декабрь 1919            | Западный                                                          |
| 104 | 5-я отдельная военно-маскировочная рота | Январь 1920               | Июль 1920               | Юго-Западный                                                      |
|     | Отдельные части связи |                           |                         |                                                                   |
| 105 | Рота связи 1-го запасного телеграфно-телефонного батальона г. Москвы | Сентябрь 1919             | Сентябрь 1919           | Южный                                                             |
| 106 | Телеграфно-телефонный дивизион 1-го запасного телеграфно-телефонного батальона | Октябрь 1919              | Ноябрь 1919             | Западный                                                          |
| 107 | Две роты связи 1-го запасного телеграфно-телефонного батальона г. Москвы (впоследствии батальон связи 56-й стрелковой дивизии)                                                                                              | Ноябрь 1919               | Ноябрь 1919             | Западный                                                          |
| 108 | Две роты связи Основного инженерного советского полка (впоследствии роты связи 1-й и 3-й стрелковых бригад 2-й стрелковой дивизии)                                                                                          | Апрель 1919               | Май 1919                | Западный (Петроградский район)                                    |
| 109 | 18-я эксплуатационная рота связи | Май 1920                  | Май 1920                | Западный                                                          |
| 110 | 19-я эксплуатационная рота связи | Май 1920                  | Июнь 1920               | Западный                                                          |
| 111 | 48-я телеграфно-строительная рота | Июнь 1920                 | Июнь 1920               | Западный                                                          |
|     | Отдельные авиационные и воздухоплавательные части |                           |                         |                                                                   |
| 112 | 1-я Московская советская авиагруппа (впоследствии 1-й авиаотряд истребителей) | Май 1918                  | Август 1918             | Восточный, Южный, Западный, Кавказский                            |
| 113 | 1-й Московский авиаотряд коммунистов (впоследствии 31-й разведывательный авиаотряд) | Сентябрь 1918             | Сентябрь 1918           | Восточный, Северный, Западный                                     |
| 114 | 3-й авиаотряд истребителей | Декабрь 1918              | Май 1919                | Восточный                                                         |
| 115 | 10-й авиаотряд истребителей | Январь 1919               | Апрель 1919             | Западный, Южный (против Врангеля)                                 |
| 116 | 10-й корпусной авиаотряд (впоследствии 29-й авиаотряд) | Апрель 1918               | Ноябрь 1918             | Восточный                                                         |
| 117 | 11-й авиаотряд истребителей | Ноябрь 1918               | Декабрь 1918            | Западный, Южный (против Врангеля)                                 |
| 118 | 15-й авиаотряд истребителей | Июнь 1918                 | Сентябрь 1918           | Восточный                                                         |
| 119 | 23-й корпусной авиаотряд | Март 1918                 | Август 1918             | Восточный, Южный, Юго-Западный                                    |
| 120 | Авиазвено особого назначения (впоследствии авиаотряд особого назначения и 11-й разведывательный авиаотряд) | Июль 1918                 | Июнь 1919               | Восточный, Туркестанский                                          |
| 121 | 48-й авиаотряд особого назначения | Декабрь 1919              | Февраль 1920            | Западный, Юго-Западный                                            |
| 122 | 1-й Московский социалистический воздухоплавательный отряд (впоследствии 16-й воздухоплавательный отряд) | Апрель 1918               | Январь 1919             | Южный                                                             |
| 123 | 2-й (впоследствии 25-й) воздухоплавательный отряд | Декабрь 1918              | Февраль 1919            | Западный                                                          |
| 124 | 3-й Московский социалистический воздухоплавательный отряд (впоследствии 17-й воздухоплавательный отряд) | Май 1918                  | Июль 1918               | Восточный, Южный, Юго-Западный                                    |
| 125 | 1-й авиационный гидроотряд | Август 1918               | Сентябрь 1918           | Каспийско-Кавказский                                              |
| 126 | 1-я Московская воздушная эскадрилья Революционного летательного отряда (впоследствии 1-й Южный авиаотряд и 15-й разведывательный авиаотряд)                                                                                 | Декабрь 1917              | Декабрь 1917            | Против Каледина, Южный, Кавказский                                |

Таблица и список московских формирований составлен О. А. Полетаевым.